# Anisuljalis e Nuruddin Ali Bin Haqan
Anisuljalis e Nuruddin Ali Bin Haqan é um conto em um só nível, sem sub-histórias, da coletânea As Mil e uma Noites. Conta a trajetória de Anisuljalis (que alguns tradutores transliteram como Anis al-Jalis), uma escrava comprada pelo vizir para ser concubina do rei de Basra, que se apaixona pelo filho do vizir e acaba fugindo com ele para Bagdá, onde deparam com o califa Harune Arraxide.
O nome Anisuljalis significa, segundo o tradutor Mamede Mustafa Jarouche, “aquele (ou aquela) que é afável com os convivas”. O orientalista francês Joseph-Charles Mardrus traduz o nome como Douce-Amie,, solução seguida pela edição de As Mil e Uma Noites da Editora Saraiva de 1961, baseada na de Mardrus, onde a personagem se chama Doce Amiga. 

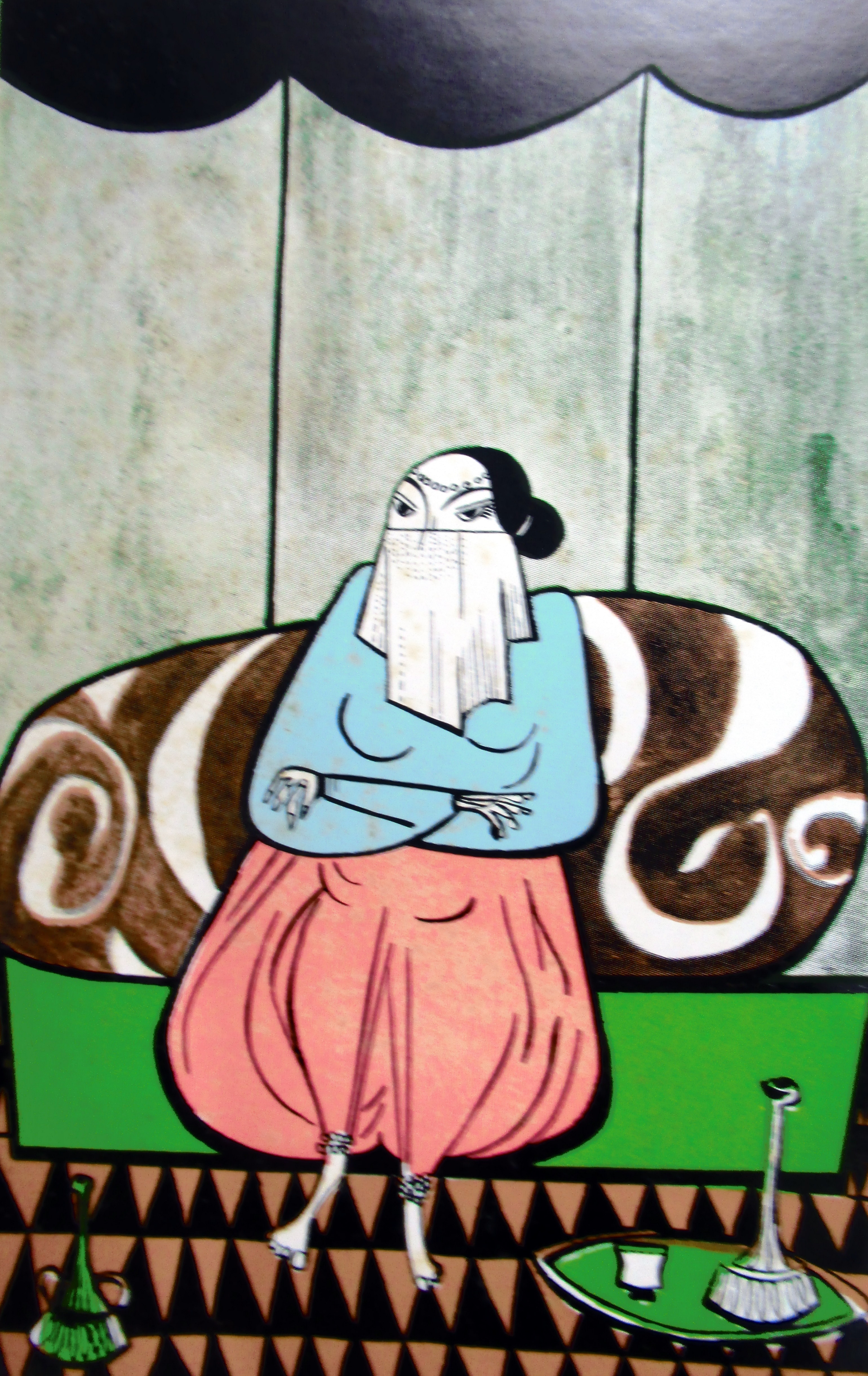
A formosa escrava Anisuljalis (Doce Amiga), ilustração de Aldemir Martins para a edição de As Mil e Uma Noites publicada pela Editora Saraiva em 1961.

## Trama da história
Um sultão tinha dois vizires, um bondoso, o outro, perverso e maldizente. Um dia, o sultão confiou 10 mil dinares ao vizir bom para adquirir uma concubina no mercado de escravos. Observe-se que, antes do tráfico de escravos negros para as Américas, no mundo árabe traficavam-se mulheres para fins sexuais, como mostram este e outros relatos de As Mil e Uma Noites. O vizir adquiriu a mais bela, instruída e refinada das escravas, chamada Anisuljalis (ou Anis al-Jalis), levando-a para sua casa a fim de prepará-la adequadamente antes de apresentá-la ao sultão.
Durante essa estadia, o filho do vizir, o belo Nuruddin Ali (ou Nur ad-Din Ali), apaixonou-se pela escrava e a deflorou. O vizir então desistiu de entregá-la ao sultão.
Ao morrer, o vizir deixou sua fortuna para o filho, que a dilapidou e acabou empobrecendo. Anisuljalis propôs que ele a revendesse no mercado para obter algum dinheiro. O principal interessado na escrava, o malvado vizir, aproveitou-se de sua posição para tentar adquiri-la a um baixo preço. Nuruddin, revoltado, agrediu o vizir. Para não ser preso, o casal teve de se exilar.
Embarcaram em um navio com destino a Bagdá. Chegando à cidade e não tendo aonde ir, foram descansar junto à porta de um belo jardim que pertencia ao califa. A cena do jardim é uma das mais cômicas de As Mil e Uma Noites, com o jardineiro, fingindo-se de proprietário do jardim, acolhendo o casal; este induzindo o jardineiro a beber vinho, em transgressão à lei islâmica; o califa, vendo acesas as luzes do palácio no jardim e achando que se trata de um incêndio, vai até lá, flagra os “invasores” e troca de roupas com um pescador para poder ouvir a jovem cantar ao alaúde sem ser reconhecido, etc.
Aliás, não é incomum em As Mil e Uma Noites o califa Harune Arraxide sair incógnito às ruas para sondar como vive o povo. O tema da troca de roupas entre um nobre e um plebeu também foi explorado pelo escritor norte-americano Mark Twain em seu romance histórico O Príncipe e o Mendigo.
Após revelar sua identidade, o califa entregou a Nuruddin uma carta de recomendação para o sultão. De volta a Basra, o perverso vizir não deu importância à carta, mandando prender Nuruddin. Quando este está prestes a ser decapitado, chega o emissário do califa, seu vizir Jafar, salvando Nuruddin e permitindo um final feliz à história. 